# Roi Xian de Zhou
Ne doit pas être confondu avec Zhou Xianwang.
Le roi Xian de Zhou, ou Zhou Xian wang (chinois : 周顯王) de son nom personnel Ji Pian (姬扁), fut le trente-cinquième roi de la dynastie Zhou. Couronné roi à Luoyi en -368, il régna jusqu'à -320.

## Règne
En -343, il nomma hégémon le duc Xiao de Qin.

### Le début de la fin
Pendant son règne, la situation déjà grave de la dynastie Zhou s'aggrava encore. Les derniers vestiges du pouvoir et de l'influence des Zhou s'effondrèrent totalement sous son règne. Son règne fut en outre marqué par l'émancipation de presque tous les duchés du royaume Zhou. Le rôle du roi étant à partir de ce moment exclusivement religieux. Il ne régnait désormais plus que sur le domaine royal, bien qu'il garda encore une petite influence théorique sur le duché de Zhao.

### Indépendance en série
En -325, le duché de Wei devint indépendant quand le duc Hui se proclama roi. Plus tard dans l'année, le duché de Qi devint indépendant quand le duc Wei se proclama roi. Puis se fut le tour du duché de Han qui devint indépendant quand le duc Xuanhui se proclama roi. En -323, le duché de Yan devint indépendant quand le duc Yi se proclama roi. Vers -318, le duché de Qin devint indépendant quand Huiwenwang se proclama roi.

## Bilan
Après les quarante-huit ans de son règne catastrophique, la dynastie Zhou n'avait pratiquement plus d'autorité à l'extérieur du domaine royal.